# Carl Gustaf Tessin
Carl Gustaf Tessin, indicato anche come Carl Gustav Tessin (Stoccolma, 1695 – Åkerö, 1770), è stato un politico, collezionista d'arte e mecenate svedese, tra i maggiori esponenti della cosiddetta epoca della libertà.

## Biografia
Figlio del Gran Maresciallo della corte e architetto Nicodemus il Giovane, che introdusse il barocco europeo in Svezia e autore dell'imponente Palazzo Reale di Stoccolma, il conte Carl Gustaf Tessin nacque a Stoccolma nel 1695 e fu avviato inizialmente alla carriera paterna. Nel 1727 sposò la nobildonna Ulrika Sparre che lo accompagnerà in diversi viaggi all'estero. Alla morte di Nicodemus nel 1728, gli successe nella direzione dei lavori dell'edificio.
Dedicatosi poi alla politica, oppositore di Arvid Horn, capo della Cancelleria di Carlo XII e di Federico I, Tessin divenne uno dei maggiori esponenti del partito degli hattar e, quando il suo partito giunse al potere, fu nominato consigliere della Corona e capo della Cancelleria.
 Inviato dal re, dal 1739 al 1742  visse a Parigi alla corte di Luigi XV, come ambasciatore pur non avendone il titolo, e in questa qualità concluse un trattato di alleanza franco-svedese a Versailles nel 1742. Durante il suo soggiorno parigino costituì un'importante collezione di opere e disegni, tra i quali "Il trionfo di Venere" di François Boucher.  Nel 1740 si adoperò per favorire un nuovo conflitto russo-svedese, nel tentativo fallito di recuperare i territori perduti nella precedente Grande guerra del Nord (1700–1721). Dopo la sconfitta svedese e la successiva pace di Åbo (1743), riuscì, collaborando con l'erede al trono Adolfo Federico e la moglie Luisa Ulrica, a limitare le pretese egemoniche dell'Impero russo. Nel 1743 fu iniziato in Massoneria a Berlino.
Salito al tono Adolfo Federico nel 1751, Tessin, che era ancora capo della Cancelleria, si oppose all'ampliamento dei poteri sovrani. Il contrasto con il re lo spinse ad abbandonare la vita politica. Tessin, che aveva a lungo coltivato la passione per l'arte, nel 1735 aveva infatti fondato la Reale accademia del disegno divenuta poi Reale Accademia delle Belle Arti, ebbe modo di tornare a interessarsi delle sue collezioni. Dopo la sua morte nel 1770, a settantacinque anni, nel maniero di Åkerö, nella provincia di Södermanland, la sua raccolta di dipinti fu donata al Nationalmuseum, il Museo nazionale delle belle arti di Stoccolma.